# 디케이락
디케이락(DK-Lok Corp.)는 대한민국의 산업용 Fittings & Valves 제조 기업이다. 본사는 경상남도 김해시 주촌면 골든루트로 129번길 7에 위치해 있으며 대표이사는 노은식이다. 한국 해양 기자재 관련 제조사에 납품하고 있다 품목별 매출 비중은 피팅 59.2%, 밸브 28.6%로 수출이 전체 매출액 77%이다. 업스트림(탐사/개발/생산) 공정에서 사용되는 프로세스 밸브(Process Valves)를 전문적으로 제작하여 공급한다

## 상훈
피팅·밸브 수출 실적 5,000만달러를 기록한 공로로 금탑산업훈장을 수상하였다

## 상장
2010년 11월 12일에 공모가 7,500원에 상장하였다.

## 같이 보기
- 한선엔지니어링

## 참고문헌
1. ↑  오강호, 신한투자증권 종목분석보고서-디케이락, 2022년 11월 4일
2. ↑  디케이락, 분기 최대 실적 달성…카타르 노스필드 확장공사 수주 덕, 인포스탁데일리, 2023.08.01
3. ↑  "디케이락, 구조적 성장 기대", 아이투자, 2023-06-22
4. ↑  돈 잘 버는데 30% 폭락…"삼성 닮겠다"는 디케이락, 한국경제, 2023.11.13
5. ↑  디케이락, '대왕고래' 12월 중순부터 시추 돌입 가능성에…밸류체인 기술력↑, 파이낸셜뉴스, 2024년 11월
6. ↑  디케이락, 계측장비용 피팅·밸브 국내외 300여 기업에 공급, 한국경제, 2022.12.04